# فرانك مسكر
فرانك مسكر (بالإنجليزية: Frank Musker)‏ هو كاتب أغاني وملحن بريطاني، ولد في 1951.

## وصلات خارجية
- فرانك مسكر على موقع IMDb (الإنجليزية)
- فرانك مسكر على موقع ميوزك برينز (الإنجليزية)
- فرانك مسكر على موقع أول ميوزيك (الإنجليزية)
- فرانك مسكر على موقع ديسكوغز (الإنجليزية)